# Antonio Monteiro (baloncestista)
Antonio Nicolau Monteiro (Benguela; 2 de abril de 1989) es un baloncestista angoleño. Con 2,04 metros de estatura, juega en la posición de ala-pívot.

## Trayectoria deportiva
Nacido en Benguela, Monteiro llegó en 2004 con apenas 15 años al Benfica, club en el que estuvo hasta 2012, salvo una temporada en el que jugaría en el CB Penafiel.
Tras dos temporadas en Angola en las filas del Libolo Basket, en 2014 regresa a Portugal para firmar con el FC Porto de la Liga Portuguesa de Basquetebol, club al que jugó hasta 2019, salvo una temporada en el que jugaría en el Basquetebol do Sport Clube Lusitânia de la Liga Portuguesa de Basquetebol.
Entre 2019 y 2021, formaría parte de la plantilla del Imortal Basket Club y desde 2021 a 2023, lo haría en el Sporting de Portugal de la Liga Portuguesa de Basquetebol.
En la temporada 2023-24, firma por el Valur con el que consiguió el título de liga, promediando ocho puntos y seis rebotes en 22 partidos.
El 17 de noviembre de 2024, firma por el Club Ourense Baloncesto de la Liga LEB Oro. El 4 de febrero de 2025, deja de pertenecer a la disciplina del Club Ourense Baloncesto.

### Selección nacional
Es internacional con la Selección de baloncesto de Angola.